# Mollie Orshansky
Mollie Orshansky   (Nova York, 9 de gener de 1915 - Nova York, 18 de desembre de 2006), coneguda com Ms. Poverty (Sra. Pobresa), va ser una estadística i economista estatunidenca.

## Vida i obra
Filla d'immigrants jueus ucraïnesos molt pobres, va conèixer en carn pròpia el significat de pobresa durant la seva infància. Tot i així, va ser el primer membre de la seva família en graduar-se a la universitat: el 1935 es va graduar en estadística i matemàtiques al Hunter College de Nova York. Després de treballar un temps al departament de salut de l'ajuntament de Nova York, es va traslladar a Washington D.C. per ocupar una plaça d'estadístic junior a la Oficina Federal de la Infància. Mentre estava a Washington, va cursar alguns estudis de postgrau a la Universitat Americana de Washington DC. Durant alguns anys de la Segona Guerra Mundial va treballar a la Oficina Nacional de Treball de Guerra. Finalitzada la guerra, va treballar a partir de 1945 al Departament d'Agricultura dels Estats Units, del qual va passar el 1958 a l'Administració de la Seguretat Social, de la qual es va retirar el 1982, sempre dirigint recerques estadístiques.
Orshansky és recordada per haver dissenyat i calculat els llindars de pobresa que, degudament actualitzats, encara s'utilitzen pel govern federal americà. En un famós article de 1965, va explicar amb detall el procediment de càlcul, que es basava en dos estudis empírics rellevants: El Pla d'Economia Alimentària de 1962 i l'Enquesta de Consum Alimentari Domèstic de 1955, tots dos fets pel Departament d'Agricultura i que ella coneixia bé per haver-hi participat. Aquest treball va coincidir amb la campanya de guerra contra la pobresa que havia encetat el president Lyndon Johnson el 1964 i, per això, aquests llindars van adquirir un significat que anava molt més enllà del científic.